# The Man Who Would Be King
The Man Who Would Be King is een Brits-Amerikaanse avonturenfilm uit 1975. Het plot is gebaseerd op het verhaal De man die koning wilde worden van de Britse schrijver Rudyard Kipling. Het verhaal speelt zich af tegen de achtergrond van The Great Game, de strijd tussen het Britse Rijk en het Keizerrijk Rusland om de macht in Centraal-Azië.
De film is geregisseerd door John Huston. Hoofdrollen worden vertolkt door Sean Connery, Michael Caine, Saeed Jaffrey en Christopher Plummer. De film werd genomineerd voor vier Academy Awards.

## Synopsis
In de 19e eeuw wordt Kipling, correspondent van de Britse krant Northern Star, op een dag benaderd door een wild uitziende man. De man identificeert zichzelf als Peachy Carneha, een oude kennis van Kipling die al een tijdje vermist werd in een afgelegen gebied van Kafiristan (het huidige Afghanistan). Hij vertelt Kipling zijn verhaal:
Enkele jaren eerder zijn Peachy en zijn vriend Danny Dravot naar Kafiristan gekomen om enkele nog onbekende gebieden te verkennen. Onderweg leren ze een Gurkhasoldaat genaamd Billy Fish kennen. Hij spreekt zowel Engels als de taal van de lokale bevolking en gaat met de twee mannen mee. 
Het trio komt bij een dorp dat vaak doelwit is van plunderingen, en biedt het stamhoofd hulp aan in de vorm van militair advies, training en les in oorlogsvoering. Ze vormen de dorpelingen om tot een leger om de rovers te bevechten. In het gevecht wordt Danny geraakt door een pijl, maar deze wordt gestopt door een bandolier (munitieriem) die Danny onder zijn kleding draagt. De dorpelingen denken echter dat Danny een god moet zijn omdat hij niet is verwond door de pijl. Danny en Peachy besluiten hiervan gebruik te maken om zich voor te doen als goden. 
In het begin gaat het de twee goed af. Hun leger groeit en ze mogen de heilige stad Sikandergul bezoeken. Een priester hier wil Danny testen om te zien of hij wel echt een god is, maar is overtuigd als hij een juweel ziet dat Danny bij zich draagt. Het symbool op het juweel komt overeen met dat van "Sikander" (Alexander de Grote), waardoor de priesters denken dat Danny Sikander’s reïncarnatie moet zijn. Hij wordt tot koning gekroond. Zijn nieuwe macht stijgt Danny echter al snel naar het hoofd en hij maakt plannen om het land te moderniseren. Maanden gaan voorbij en Peachy zou het liefst het land ontvluchten met de schatten die de bewoners hen reeds hebben gegeven; bang dat ze hun maskerade niet lang meer vol zullen kunnen houden. Danny wil hier echter niks van weten dus maakt Peachy plannen om maar alleen te vertrekken.
Voor Peachy vertrekt maakt Danny nog bekend dat hij een vrouw genaamd Roxanne tot zijn bruid wil maken. Zij is echter bang voor de gevolgen van een relatie met een “god” en Peachy denkt dat Danny dit plan beter niet kan voortzetten. Danny negeert hem en probeert Roxanne te dwingen met hem te trouwen. Uit angst bijt ze hem, waarbij bloed vrij komt. Wanneer de bevolking dit ziet, besteffen ze dat Danny toch een gewoon mens is. Een woedende menigte keert zich tegen Danny en Peachy. Billy probeert de menigte op afstand te houden terwijl Danny en Peachy vluchten, maar ze worden al snel gevangen. Danny wordt gedood en Peachy wordt gekruisigd tussen twee bomen. Hij overleeft de nacht, waarna de menigte hem laat gaan.
Nu hij zijn hele verhaal heeft verteld toont Peachy Kipling het hoofd van Danny, met zijn kroon er nog steeds op, als bewijs dat zijn verhaal waar is.

## Rolverdeling
| Acteur                        | Personage             |
| ----------------------------- | --------------------- |
| Sean Connery                  | Daniel Dravot         |
| Michael Caine                 | Peachy Carnehan       |
| Christopher Plummer           | Rudyard Kipling       |
| Saeed Jaffrey                 | Billy Fish            |
| Doghmi Larbi                  | Ootah                 |
| Jack May                      | district commissioner |
| Karroom Ben Bouih             | Kafu Selim            |
| Mohammad Shamsi               | Babu                  |
| Albert Moses                  | Ghulam                |
| Paul Antrim                   | Mulvaney              |
| Graham Acres                  | officer               |
| The Blue Dancers of Goulamine | dancers               |
| Shakira Caine                 | Roxanne               |

## Achtergrond

### Productie
John Huston wilde al sinds de jaren 50 Kipling’s verhaal verfilmen. Oorspronkelijk had hij Humphrey Bogart en Clark Gable in gedachten voor de hoofdrollen. Dit veranderde over de jaren naar Burt Lancaster en Kirk Douglas, en vervolgens Robert Redford en Paul Newman. Het was Newman die Huston de Britse Connery en Caine aanraadde. 
De opnames van de film vonden plaats in de Pinewood Studios en op locatie in Frankrijk, Marokko en de Verenigde Staten.
De film valt op door het feit dat er bijna geen vrouwen in meespelen. Roxanne is het enige prominente vrouwelijke personage, en zelfs zij heeft maar nauwelijks dialoog.

### Muziek
Maurice Jarre componeerde de filmmuziek. Hij liet klassieke Indische muzikanten deelnemen aan de opnames, evenals een Europees symfonieorkest. Connory en Caine zongen samen ook een lied in voor de cd van de filmmuziek.

### Vergelijking met het boek
De film blijft grotendeels trouw aan het verhaal uit het boek. Alleen de slotscène is duidelijk anders. In de film laat Peachy Danny’s hoofd achter bij de verteller (Kipling). In het boek neemt hij het hoofd weer mee, en wordt Peachy uiteindelijk opgenomen in een inrichting waar hij sterft aan een zonnesteek.

## Prijzen en nominaties
De film werd genomineerd voor vier Academy Awards:
- Beste artdirection
- Beste bewerkte scenario
- Beste kostuums
- Beste montage

Verder werd de film nog genomineerd voor twee BAFTA Awards, een Golden Globe en een WGA Award. Geen van deze prijzen werd gewonnen.